# Petit Pays (Sänger)

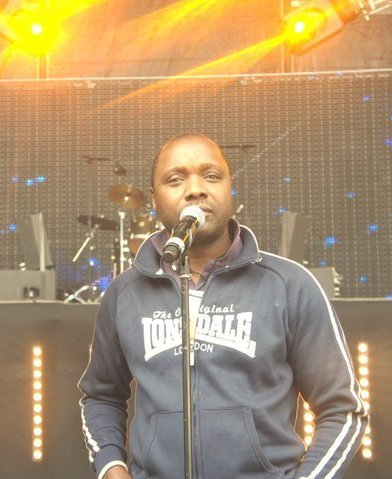
Petit Pays

Petit Pays (* 5. Juni 1967, eigentlich Adolphe Claude Moundi) ist ein kamerunischer Sänger.
Petit Pays wuchs ohne Vater auf, was sich besonders in den Texten seines ersten Albums widerspiegelt. Zwar sind Petit Pays' Texte zum Teil skurril, und seine Arten der Selbstpräsentation, wie das Nacktposieren für ein Albumcover und der Auftritt in einem weißen Sarg am Anfang eines Konzerts, mag auf einige befremdlich wirken, jedoch ist er in Afrika besonders dafür beliebt, dass er zum Tanzen verleitende Musik schreibt. Sein Musikstil besteht aus einer Mischung des kamerunischen Makossa und der Musikrichtungen Soukous, Zouk und Salsa. Petit Pays singt hauptsächlich dualasprachige Lieder.

## Diskografie
- 1987: Salamalekum
- 1992: Eyamoyo
- 1993: Avant-goût, 5ème album
- 1994: Andy
- 1995: Nioxxer
- 1995: Korta, les dignitaires
- 1996: Classe F/Classe M
- 1997: Le CV de Petit pays
- 1997: Evangile I & II
- 1999: Esuwa
- 1998: Le son d’amour
- 2000: Coup d’état
- 2002: Maestro
- 2003: Dieu le pere
- 2004: Embouteillage
- 2005: La Monako
- 2006: Ekamofock
- 2007: FROTAMBO
- 2008: FIKO FIKO
- 2011: God Go Pay
- 2011: Gagné Gagné
- 2013: Effatta